# Hepatopáncreas

El n.º 2 corresponde al hepatopáncreas del caracol.

El hepatopáncreas es un órgano del aparato digestivo de artrópodos y moluscos. Realiza las mismas funciones que en los mamíferos realizan el páncreas y el hígado.

## Función
El órgano realiza numerosas funciones, dependiendo de la especie, entre ellas producción de enzimas digestivas (proteasa, tripsina) que facilitan el proceso de absorción de los nutrientes, acumulación de sustancias orgánicas y participación en el catabolismo de carbohidratos y lípidos.

## Artrópodos
Los artrópodos, especialmente detritívoros de la orden de los isópodos y el suborden de los oniscídeos (por ejemplo, las cochinillas de humedad) han mostrado capacidad para almacenar metales pesados en sus hepatopáncreas, ingeridos del suelo de los bosques. Esto podría llevar a una bioacumulación a través de las cadenas alimenticias y a una destrucción de las redes alimenticias si las acumulaciones son lo suficientemente altas en áreas contaminadas.